# 5192 Yabuki
5192 Yabuki è un asteroide della fascia principale del diametro medio di circa 35,57 km. Scoperto nel 1991, presenta un'orbita caratterizzata da un semiasse maggiore pari a 3,1941095 UA e da un'eccentricità di 0,0834274, inclinata di 14,90121° rispetto all'eclittica.